# Brewton (Alabama)
Pour les articles homonymes, voir Brewton.
La ville de Brewton est le siège du comté d'Escambia, dans l'État  de l'Alabama, aux États-Unis.

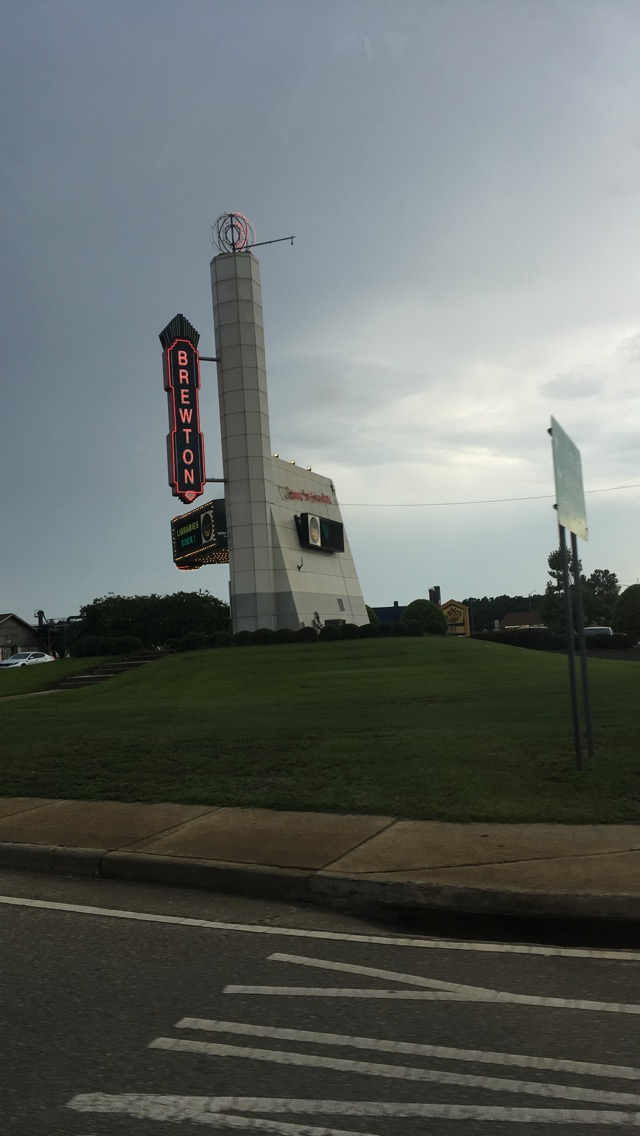
Pancarte pour Brewton

## Démographie
| 1870  | 1880  | 1890  | 1900  | 1910  | 1920  | 1930  | 1940  |
| ----- | ----- | ----- | ----- | ----- | ----- | ----- | ----- |
| 1 312 | 1 660 | 1 115 | 1 382 | 2 185 | 2 682 | 2 818 | 3 323 |

| 1950  | 1960  | 1970  | 1980  | 1990  | 2000  | 2010  | - |
| ----- | ----- | ----- | ----- | ----- | ----- | ----- | - |
| 5 146 | 6 309 | 6 747 | 6 680 | 5 885 | 5 498 | 5 408 | - |

## Source
- (en) Cet article est partiellement ou en totalité issu de l’article de Wikipédia en anglais intitulé « Brewton, Alabama » (voir la liste des auteurs).

1. ↑  (en) « Population and Housing Unit Estimates », United States Census Bureau, 24 mai 2020 (consulté le 27 mai 2020)
2. ↑  (en) « U.S. Decennial Census », Census.gov (consulté le 6 juin 2013)
3. ↑  (en) « Annual Estimates of the Resident Population: April 1, 2010 to July 1, 2013 » [archive du 22 mai 2014] (consulté le 3 juin 2014)
4. ↑  (en) « Statistiques des États-Unis - Profils des communautés de 2010 - Brewton » (consulté en septembre 2020)